# Jürgen Juhnke
Jürgen Juhnke (* 2. November 1938 in Berlin) ist ein deutscher Schauspieler, Intendant und Hörspielsprecher.

## Leben
Jürgen Juhnke wurde 1938 in Berlin geboren und begann seinen Weg als Schauspieler am Stadttheater Quedlinburg, um über Das Meininger Theater und mehrere Jahre am Landestheater Halle/Saale, etwa Mitte der 1970er Jahre, wieder an das Meininger Theater zurückzukehren. Hier wurde er ab 1. Januar 1981 zum Intendanten berufen. Das blieb er bis Ende November 1989, als bei einer Betriebsversammlung der überwiegende Teil der Belegschaft den Rücktritt des parteitreuen Leiters forderte. Er stand in mehreren Rollen des Fernsehens der DDR vor der Kamera und wirkte als Hörspielsprecher für den Rundfunk der DDR.
Jürgen Juhnke war mit der Schauspielerin (Anne) Annemarie Esper (1934–2004) verheiratet.

## Filmografie
- 1970: Aus unserer Zeit (Episode 2)
- 1971: Zollfahndung (Fernsehserie, 1 Episode)
- 1972: Der Staatsanwalt hat das Wort: Vaterschaft anerkannt (Fernsehreihe)
- 1974: Das Schilfrohr (Fernsehfilm)
- 1975: Polizeiruf 110: Der Mann (Fernsehreihe)
- 1980: Archiv des Todes (Fernsehserie, 1 Episode)
- 2007: Frühstück mit einer Unbekannten (Fernsehfilm)

## Theater
- 1961: Friedrich Wolf: Was der Mensch säet (Manfred) – Regie: Curt Trepte (Stadttheater Quedlinburg)
- 1966: Jewgeni Schwarz: Der Drache (Lanzelot) – Regie: Fred Grasnick (Das Meininger Theater)
- 1968: Hermann Kant: Die Aula (Aktivist Blank) – Regie: Horst Schönemann (Landestheater Halle/Saale)
- 1968: Friedrich Schiller: Die Räuber (Razmann) – Regie: Horst Schönemann (Landestheater Halle/Saale)
- 1969: Rudi Strahl: In Sachen Adam und Eva (Mann vor Adam) – Regie: Kollektiv (Landestheater Halle/Saale)
- 1971: Conny Odd/Maurycy Janowski: Gangster lieben keine Blumen – Regie: Klaus Winter (Landestheater Halle/Saale)
- 1978: Wladimir Majakowski: Die Wanze (Vorsitzender) – Regie: Werner Freese (Das Meininger Theater)
- 1984: Friedrich Dürrenmatt: Die Wiedertäufer – Regie: Fred Grasnick (Das Meininger Theater)
- 1984: Daniil Granin: Das Gemälde (Uwarow) – Regie: Albert R. Pasch (Das Meininger Theater)

## Hörspiele
- 1969: Brendan Behan: Die Gartenparty – Regie: Walter Niklaus (Kurzhörspiel – Rundfunk der DDR)
- 1969: Eberhard Fensch: Widerspruch – Regie: Horst Schönemann (Hörspiel – Rundfunk der DDR)
- 1975: Eberhard Kreissig: Das Teufelshorn (Aufklärer) – Regie: Detlef Kurzweg (Kinderhörspiel – Rundfunk der DDR)